# Acanthopteroctetes aurulenta
Acanthopteroctetes aurulenta is een vlindersoort uit de familie van de Acanthopteroctetidae. De wetenschappelijke naam van de soort is voor het eerst geldig gepubliceerd door Davis in 1984.
De vlinder heeft een voorvleugellengte van ongeveer 7,4 millimeter bij het mannetje en 5,1 millimeter bij het vrouwtje.
De soort komt voor in Oregon en Utah, Verenigde Staten.